# Шпреса Курета
Шпреса Курета (Shpressa Kureta) — албанський дипломат. Надзвичайний і повноважний посол Республіки Албанії в Республіці Польща і за сумісництвом в Республіці Естонія, Латвійській Республіці, Литовській Республіці та України. Повноважний міністр. Доктор наук.

## Життєпис
У 1982 році закінчила Тиранський університет, факультет політекономії та права.
З 1982 року викладала в Тиранському університеті, де здобула докторський ступінь у 1991 році.
До приходу в міністерство закордонних справ була керуючим директором та співзасновником фірми «De Me Tra», навчання та консультування.
З грудня 1997 по вересень 1999 рр. — співробітник бюро Департаменту по Північній і Південній Америці МЗС Албанії.
З вересня 1999 по грудень 2000 рр. — була директором Департаменту по Північній і Південній Америці
З грудня 2000 по листопад 2001 рр. — працювала радником Посольства Республіки Албанії в Стокгольмі, під час головування Швеції в Європейському Союзі.
З листопада 2001 по грудень 2005 рр. — пані Курета була призначена послом Албанії в Австрії.
З березня 2006 по серпень 2009 рр. — координатор, координує роботу різних міністерств і відомств, залучених до процесу МАП, контроль за підготовкою документів, обміну інформацією і підготовки доповідей для Канцелярії прем'єр-міністра, а також підготовки засідань Міжвідомчого комітету з інтеграції та засідань Робочої групи.
З серпня 2009 року — посол Курета була директором Департаменту Південно-Східної Європи Міністерства закордонних справ, до цієї посади, вона займалася планом дій щодо членства в НАТО (ПДЧ) координатор у Департаменті НАТО.
З травня 2013 року — Національний координатор Албанії в Центрально-Європейській ініціативі (CEI).
З 29 квітня 2014 року — Надзвичайний і повноважний посол Республіки Албанії в Республіці Польща і за сумісництвом в Республіці Естонія, Латвійській Республіці, Литовській Республіці та України.
9 грудня 2015 року — вручила вірчі грамоти Президенту України Петру Порошенку.